# Герб Приколотного
Герб Приколотного затверджений рішенням Приколотненської селищної ради.

## Опис герба
Щит синій із зеленою базою. На щиті срібний будинок з аркою, двома вікнами і золотим дахом у три злами; в арці — срібний ручний прес, в якому золота квітка соняха із чорною серединкою. В базі — три золоті квітки соняха із чорними серединками, середня нижча від бічних. Щит обрамований золотим декоративним картушем, увінчаним срібною міською короною. Щитотримачі — обабіч бабаки природного кольору. На зеленій девізній стрічці золота назва «ПРИКОЛОТНЕ».